# Ivica Brzić
Ivica Brzić, né le 28 mai 1941 à Novi Sad et mort dans la même ville le 2 juin 2014, est un joueur de football serbe, international yougoslave, devenu entraîneur.

## Palmarès

### Palmarès de joueur
| - FK Vojvodina Novi Sad : - Champion de Yougoslavie en 1966. | - Yougoslavie : - Finaliste de l'Euro 1968. |

### Palmarès d'entraîneur
- Universitario de Deportes :
  - Champion du Pérou en 1992.